# Locomotiva FS 822
La locomotiva gruppo 822 è una locotender pervenuta alle Ferrovie dello Stato in conto riparazioni belliche alla fine della prima guerra mondiale; precedentemente faceva parte del gruppo 97 della kkStB.

## Storia
La storia in Italia delle piccole locotender immatricolate nel gruppo FS 822 è comune a quella di altre locomotive di costruzione austriaca o prussiana. Venne immatricolata nel parco nazionale in seguito alle riparazioni belliche stabilite dal Trattato di Saint Germain.
Ne furono costruiti complessivamente 228 esemplari tra il 1878 e il 1908. Con la fine della prima guerra mondiale 97 locomotive andarono alla Cecoslovacchia, le altre furono ripartite tra Austria, Polonia, Romania, Russia, Jugoslavia e Italia.
La direzione delle FS non gradì molto questi mezzi già obsoleti che richiedevano tutta una serie di modifiche per adattarli alla circolazione in Italia non del tutto conveniente economicamente; in ragione di ciò alcuni furono radiati direttamente già negli anni venti, altri vennero venduti a ferrovie secondarie, la SIFT di Piacenza, la FMS (Mandela-Subiaco), la Siface di Imola nonché alla Montecatini.
Un'unità marcata con il numero 001 venne ceduta alle JDŽ jugoslave ed è ora conservata a Lubiana.

## Caratteristica
Si trattava di una locotender a tre assi accoppiati della potenza di 290 CV, con caldaia interamente avvolta dalle casse d'acqua laterali; era a vapore saturo, con motore a due cilindri esterni, a semplice espansione. La distribuzione era del tipo Allan.

## Corrispondenza locomotive ex kkStB e numerazione FS[2]
| Numero e gruppo FS | numero e gruppo kkStB | Fabbrica  | anno di fabbricazione | Demolizione o alienazione                    |
| ------------------ | --------------------- | --------- | --------------------- | -------------------------------------------- |
| 822.001            | 97.69                 | StEG      | 1893                  | ceduta, JDŽ 151.023                          |
| 822.002            | 97.70                 | StEG      | 1893                  |                                              |
| 822.003            | 97.71                 | StEG      | 1893                  |                                              |
| 822.004            | 97.207                | BMMF      | 1902                  | 1926                                         |
| 822.005            | 97.208                | BMMF      | 1902                  |                                              |
| 822.006            | 97.03                 | Wiener N. | 1883                  | ceduta, SIFT 37 (altre fonti non concordano) |
| 822.007            | 97.09                 | Wiener N. | 1886                  | ceduta, a FMS (altre fonti non concordano)   |
| 822.008            | 97.11                 | Wiener N. | 1886                  | 1966                                         |
| 822.009            | 97.14                 | Wiener N. | 1886                  |                                              |
| 822.010            | 97.25                 | Wiener N. | 1879                  |                                              |
| 822.011            | 97.53                 | Wiener N. | 1891                  |                                              |
| 822.012            | 97.99                 | Wiener N. | 1897                  | 1966                                         |
| 822.013            | 97.105                | Wiener N. | 1897                  |                                              |
| 822.014            | 97.213                | BMMF      | 1902                  |                                              |
| 822.015            | 97.249                | Krauss    | 1909                  |                                              |
| 822.016            | 97.250                | Krauss    | 1909                  |                                              |
| 822.017            | 97.139                | Wiener N. | 1898                  |                                              |
| 822.018            | 97.23                 | Wiener N. | 1879                  |                                              |

## Locomotive del gruppo cedute ad altre società ferroviarie
- Locomotiva 822.008 acquisita nel 1925 dalla FMS[3]
- Locomotiva 822.012, Ferrovia Poggibonsi-Colle Val d'Elsa